# ترباروف
ترباروف (به لاتین: Třebařov) یک سکونتگاه مسکونی در جمهوری چک است که در Svitavy District واقع شده‌است.

## خصوصیات
ترباروف ۱۵٫۶۱ کیلومترمربع مساحت و ۹۶۶ نفر جمعیت دارد و ۳۶۰ متر بالاتر از سطح دریا واقع شده‌است.